# Ib Braun
Ib Ejner Braun (9. maj 1933 i Hvidovre - 6. januar 2003) var en dansk billedhugger og bygningsudsmykker.
Han blev uddannet fra Kunstakademiets billedhuggerskole (1958-63) og er medlem af BKF og Kunstnersamfundet.
Han har solgt til bl.a. Ny Carlsbergfondet, Albanifondet og Københavns Kulturfond.

## Værker
| Titel          | Opstillingsår | Sted           |
| -------------- | ------------- | -------------- |
| Dialog         | 2011          | København Ø    |
| Byens Kilde    | 1977          | Hvidovre       |
| Stræben        | 1969          | Hvidovre       |
| Vækst          | 1993          | Grenaa         |
| Fenja og Menja | 1967          | Odense C       |
| Den uendelige  | 1995          | Torstorp Skole |